# Antel Arena
Das Antel Arena (Eigenschreibweise: ANTEL Arena) ist eine Mehrzweckhalle im Stadtviertel Villa Española der uruguayischen Hauptstadt Montevideo. Der Eigentümer und Namensgeber ist das staatliche Telekommunikationsunternehmen ANTEL (Administración Nacional de Telecomunicaciones) mit Sitz in der Hauptstadt. Die Veranstaltungshalle wird von der AEG Facilities, eine Abteilung der Anschutz Entertainment Group, betrieben.

## Geschichte
Die Antel Arena wurde auf dem Grund der Cilindro Municipal von 1956, in der u. a. die Basketball-Weltmeisterschaft 1967 stattfand, errichtet. Am 2. April 2013 wurde der Bau einer modernen Halle beschlossen. Einige Tage nach der Vereinbarung begannen die Vorarbeiten zur Räumung des Geländes. Am 20. April 2013 startete der Design-Wettbewerb um den Entwurf für die Arena. Insgesamt wurden 73 Vorschläge eingereicht. Am 16. August des Jahres wurden fünf Gewinner vorgestellt. Diese hatten bis zum 29. Oktober Zeit, die überarbeiteten Projekte vorzustellen. Der Siegerentwurf stand am 12. November 2013 fest. Es gewann ein Team um die Architekten Pablo Bacchetta, Jose Flores und Rodrigo Carámbula. Die Antel Arena ist ausgelegt für Sportveranstaltungen wie z. B. Basketball, Tennis oder Futsal. Daneben werden Konzerte, Familienshows wie Disney on Ice oder der Cirque du Soleil, Kulturveranstaltungen sowie Ausstellungen oder Tagungen veranstaltet. Mit einer Implosion wurde am 12. Mai 2014 die noch stehende Außenmauer des Cilindro Municipal abgerissen. Nach der Räumung des Bauschutts begann die Errichtung der neuen Mehrzweckarena. Am 12. November 2018 wurde die Antel Arena offiziell eröffnet. Die geplanten Baukosten von 82 Mio. US-Dollar wurden überschritten. Abschließend lagen die Kosten bei 90,5 Mio. US-Dollar. Im Rahmen der Qualifikation zur Basketball-Weltmeisterschaft 2019 spielte die uruguayische Basketballnationalmannschaft in der zweiten Runde in der Antel Arena am 29. November 2018 gegen Puerto Rico (64:62) und Tage später am 2. Dezember gegen die Vereinigten Staaten (70:78). Argentinien und Uruguay haben sich gemeinsam um die Basketball-Weltmeisterschaft 2023 beworben. Als Spielort in Uruguay war die Antel Arena vorgesehen. Den Zuschlag erhielt im Dezember 2017 aber die gemeinsame Bewerbung der Philippinen, Indonesien und Japan.

## Galerie

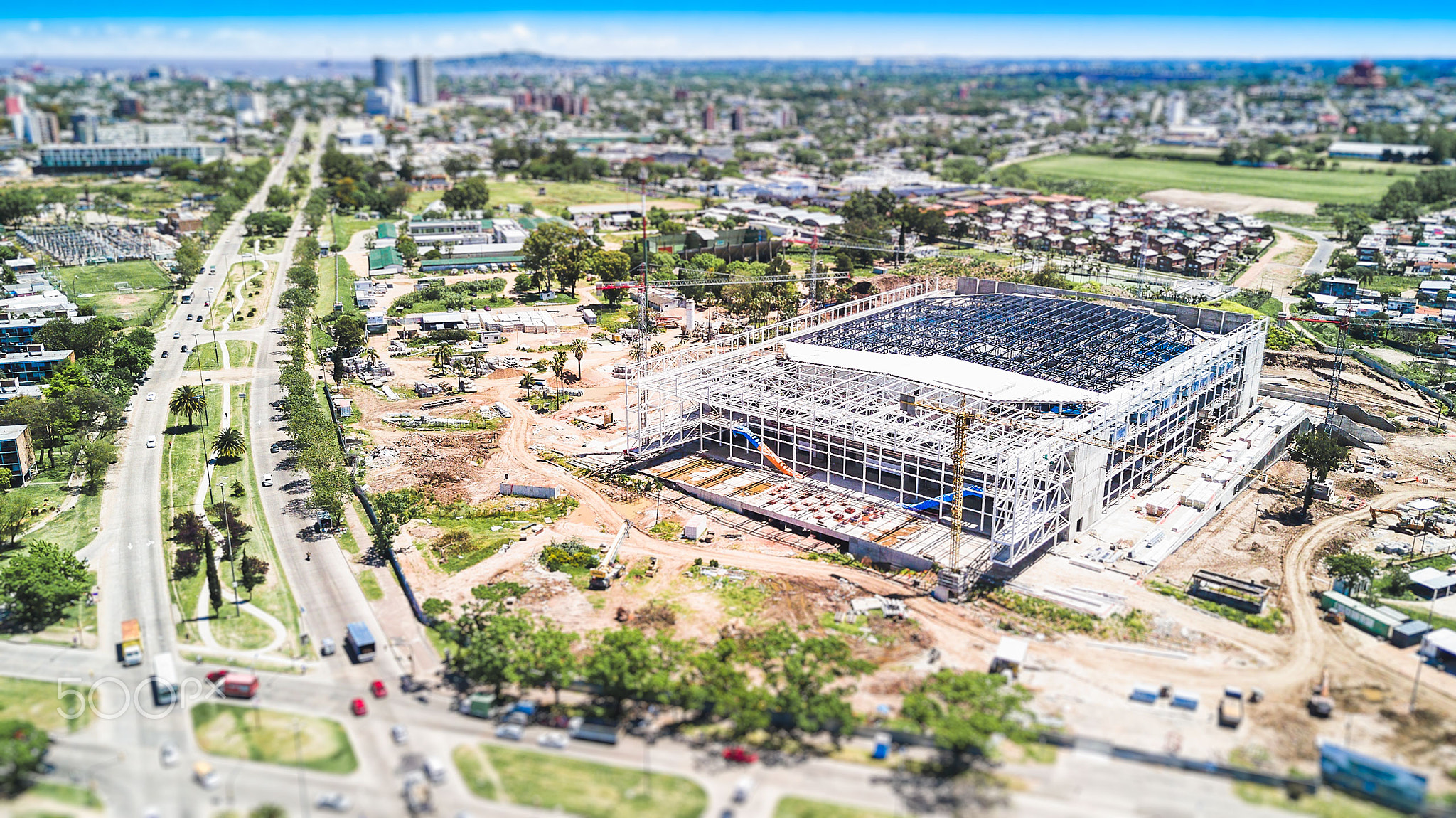
Baustelle 2017
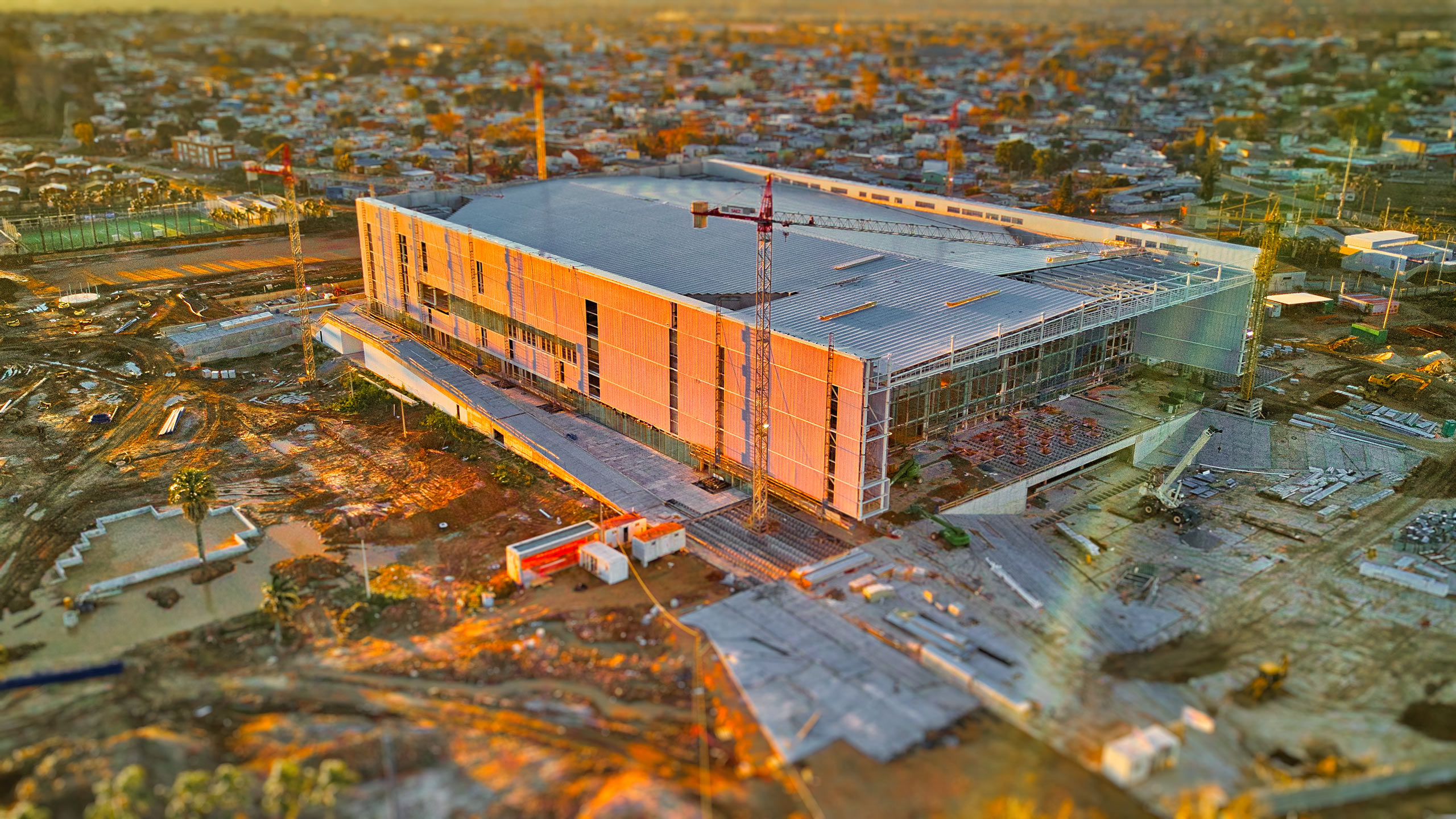
Juli 2018
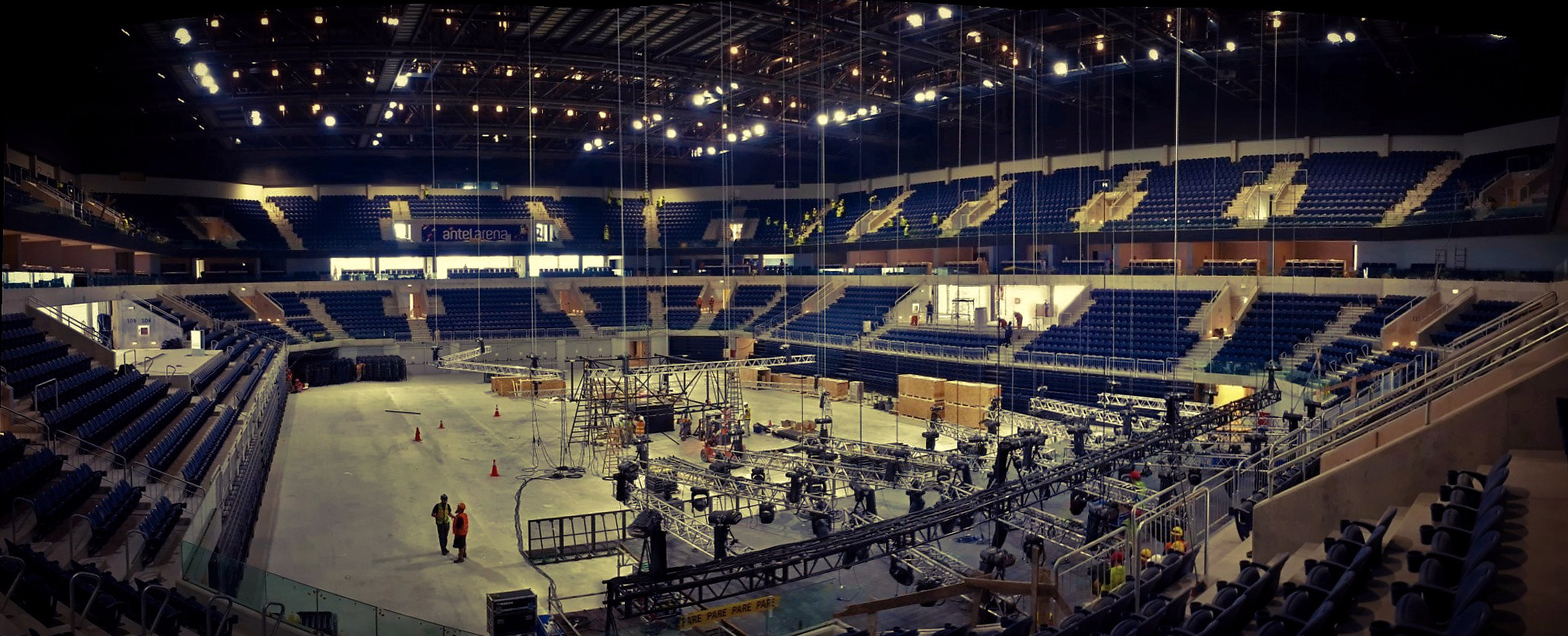
Der Innenraum Tage vor der Eröffnung
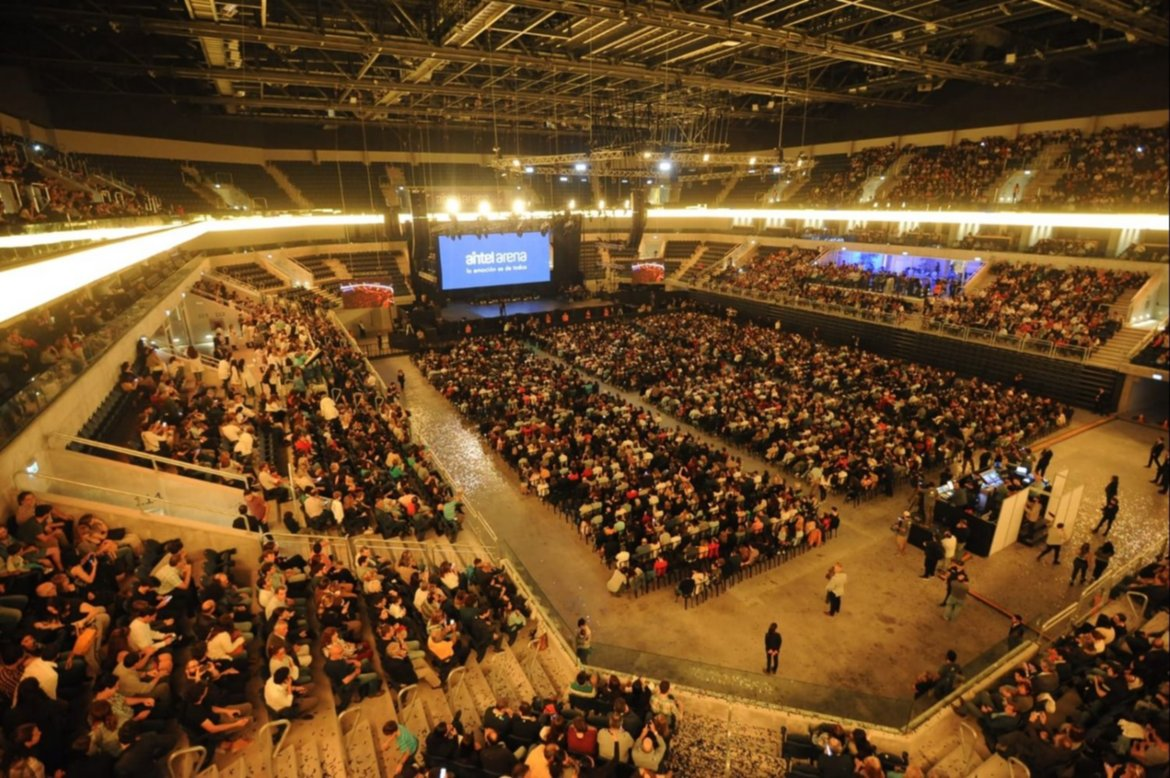
Blick in den Innenraum bei der Eröffnung